# Tymbodesmus falcatus
Tymbodesmus falcatus är en mångfotingart som först beskrevs av Karsch 1881.  Tymbodesmus falcatus ingår i släktet Tymbodesmus och familjen Gomphodesmidae. Inga underarter finns listade i Catalogue of Life.